# بایرون (ایلینوی)
بایرون، ایلینوی (به انگلیسی: Byron, Illinois) یک شهر در ایالات متحده آمریکا با جمعیت ۳٬۷۵۳ نفر است که در ایلی‌نوی واقع شده‌است.

## موقعیت جغرافیایی
موقعیت جغرافیایی شهرها و مناطق اطراف به شرح زیر است: